# Potencjał elektrokinetyczny
Potencjał elektrokinetyczny, potencjał dzeta, potencjał zeta, potencjał ζ – potencjał występujący przy powierzchni ciała stałego lub innych cząstek rozproszonych (emulsje), kontaktującej się z roztworem elektrolitu, określany na granicy poślizgu. Granica ta jest powierzchnią oddzielającą tę część przestrzeni międzyfazowej, która zawiera jony unieruchomione na powierzchni fazy stałej i w jej bezpośrednim sąsiedztwie, od jej pozostałej – „rozmytej” – części (zob. podwójna warstwa elektryczna). Istnienie potencjału ζ jest przyczyną występowania zjawisk elektrokinetycznych.

## Rodzaje zjawisk elektrokinetycznych
Gdy obie fazy, występujące w układzie faza rozproszona-roztwór elektrolitu, powiązane oddziaływaniami elektrostatycznymi, przemieszczają się lub mogą się przemieszczać względem siebie (zob. kinetyka), obserwowane są efekty nazywane zjawiskami elektrokinetycznymi. Wśród tych zjawisk są wymieniane:
- powstawanie potencjału między różnymi punktami układu w wyniku wzajemnego przemieszczania się faz:
  - powstawanie potencjału przepływu, gdy ciecz przepływa obok nieruchomego ciała stałego (np. różnica potencjałów między punktami po dwóch stronach przegrody lub kapilary, przez którą ciecz jest przetłaczana),
  - powstawanie potencjału sedymentacji (efekt Dorna), gdy opadające cząstki ciała stałego (np. cząstek zawiesiny) przemieszczają się względem nieruchomego roztworu (np. różnica potencjałów między krańcowymi punktami kolumny, w której zachodzi sedymentacja),
- ruch faz względem siebie pod wpływem zewnętrznego napięcia:
  - ruch cieczy względem nieruchomej fazy stałej – np. proces elektroosmozy (zjawisko odwrotne do powstawania potencjału przepływu),
  - przemieszczanie się ciała stałego względem nieruchomej cieczy – np. proces elektroforezy (zjawisko odwrotne do efektu Dorna).

W każdym z tych przypadków wzajemne przemieszczanie się faz zachodzi na „powierzchni ścinania” („powierzchni poślizgu”), znajdującej się wewnątrz cieczy, w pobliżu powierzchni ciała stałego. Powierzchnia ścinania oddziela roztwór zawierający jony silnie przyciągane przez powierzchnię (unieruchomione przy niej siłami adsorpcji i oddziaływania elektrostatycznego) od warstwy ruchomej (nazywanej „rozmytą” lub „dyfuzyjną”).

## Podstawy teoretyczne

Zmiany potencjału w elektrycznej warstwie podwójnej według H. Helmholtza (1), L.G. Gouya i D.L. Chapmana (2) i O. Sterna (3, 4)

Pierwszy znany model struktury warstwy elektrolitu, kontaktującej się z fazą w nim rozproszoną, zaproponował Hermann von Helmholtz (1879). Potraktował on powierzchnię cząstek fazy rozproszonej i warstwę równoważnej liczby zaadsorbowanych na niej jonów o przeciwnym ładunku jak okładki kondensatora. Konsekwencją tego założenia było stwierdzenie, że potencjał elektryczny w warstwie przypowierzchniowej zmienia się liniowo wraz z odległością. Model zmodyfikowali L.G. Gouy (1909) i D.L. Chapman (1913), Otto Stern (1924) oraz Peter Debye i Erich Hückel (1923). Stwierdzono konieczność uwzględnienia „rozmycia” chmury jonów, znajdujących się w pobliżu naładowanej powierzchni – opisanie zależności potencjału od odległości równaniami nieliniowymi, uwzględniającymi wszystkie rodzaje oddziaływań jonów z powierzchnią oraz z innymi jonami i cząsteczkami w roztworze przypowierzchniowym (w tym siły odpychania cząstek o ładunkach jednoimiennych). Znaczący wkład w badania procesów, zachodzących w przestrzeni przypowierzchniowej, wniósł polski fizyk, Marian Smoluchowski (1872–1917), który – wspólnie z Albertem Einsteinem – opracował teorię dyfuzji, uwzględniającą rolę ruchów Browna.
Dotychczas nie powstał jeden, ogólnie obowiązujący, model przestrzeni międzyfazowej. Przyjmuje się, zgodnie z propozycją Sterna, że w jej ramach można wyodrębnić warstwy o różnych właściwościach – warstwę Helmholtza (adsorpcyjną), w której potencjał zmniejsza się liniowo ze wzrostem odległości, i „warstwę rozmytą”, wewnątrz której przebiega powierzchnia poślizgu.
Grubość obu części warstwy podwójnej jest rzędu nanometrów. Jest ona zmienna – zależna od składu roztworu i czynników fizycznych – i ściśle związana z wartością długości Debye’a, którą wyraża się jako:
{\displaystyle \kappa ^{-1}={\sqrt {\frac {\varepsilon _{r}\varepsilon _{0}k_{B}T}{2N_{A}e^{2}I}}},}
gdzie:
{\displaystyle I} – siła jonowa elektrolitu [mol/m³],
zob. prawo Debye’a-Hückla,
{\displaystyle \varepsilon _{0}} – przenikalność elektryczna,
{\displaystyle \varepsilon _{r}} – przenikalność względna,
{\displaystyle k_{B}} – stała Boltzmanna,
{\displaystyle T} – temperatura absolutna [K],
{\displaystyle N_{A}} – stała Avogadra,
{\displaystyle e} – ładunek elektryczny elementarny.

Potencjał elektrokinetyczny (dzeta):
1 – definicja potencjału dzeta (ζ – potencjał w punkcie d), 2 – zależność ζ od pH i stężenia soli oraz punkt izoelektryczny, 3 – zależności ζ od rodzaju cząstek faz rozproszonych i pH (przykłady poglądowe)

Potencjał elektrokinetyczny różnych faz rozproszonych zależy w dużym stopniu od stężenia jonów wodorowych. Dla różnych układów koloidalnych istnieje wartość pH, przy której potencjał elektrokinetyczny jest równy zeru (punkt izoelektryczny) i odpychanie elektrostatyczne nie przeciwdziała koagulacji koloidów. Zależność potencjału dzeta od pH i od stężenia innych jonów jest inna dla różnych rodzajów faz rozproszonych, co ilustrują przykłady przedstawione na poglądowym rysunku, opartym na wynikach oznaczeń dzeta kilku rzeczywistych koloidów mineralnych (kopalin).

## Obliczanie ζ na podstawie pomiarów
W czasie doświadczalnych oznaczeń wartości potencjałów elektrokinetycznych bywają wykorzystywane wzory Smoluchowskiego w uproszczonej formie, np. w czasie badań opartych na pomiarach:
- prędkości cząstek {\displaystyle (u)} poruszających się w czasie elektroforezy w cieczy o lepkości {\displaystyle \eta } w polu o gradiencie potencjału {\displaystyle H{:}}

{\displaystyle \zeta ={\frac {k\eta u}{H\epsilon }},}
- objętości cieczy przepływającej w czasie elektroosmozy przez przegrodę o powierzchni {\displaystyle s} pod wpływem gradientu potencjału {\displaystyle H{:}}

{\displaystyle \zeta ={\frac {k\eta v}{sH\epsilon }}.}
Stała {\displaystyle k} jest zależna od kształtu cząstek; przyjmuje się np. że k = 6 w przypadku cząstek kulistych i k = 4 w przypadku cząstek cylindrycznych.

## Przykładowe wartości
| Faza rozdrobniona | Średnica cząstek [nm] | Potencjał ζ [mV] |
| Emulsja oleju     | 2000                  | –46              |
| Emulsja parafiny  | 724                   | –57,4            |
| Zawiesina kwarcu  | 1000                  | –44              |
| Zawiesina gliny   | 1000                  | –48,8            |
| Zol złota         | ok. 80                | –32              |
| Zol As2S3         | ok. 40                | –32              |
| Zol Fe(OH)3       | ok. 100               | 44               |